# Cañones del Monte de San Pedro

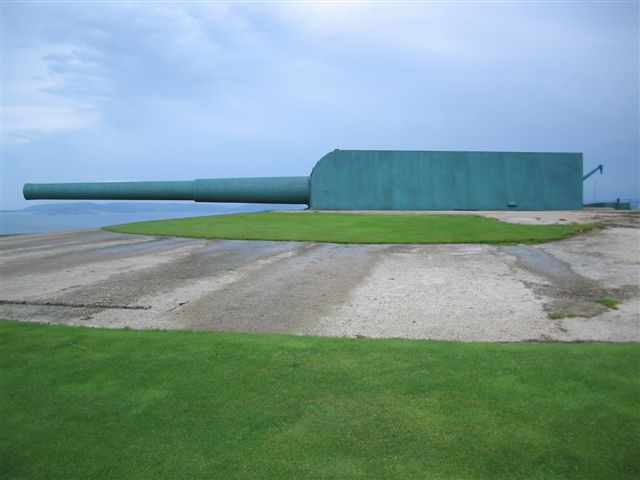
Uno de los dos cañones Vickers de 381 mm.

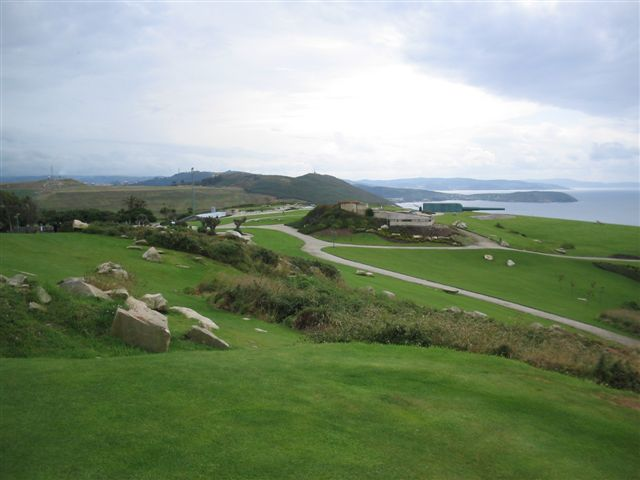
Vista del Monte de San Pedro, en la que se ve uno de los cañones y uno de los búnkers.

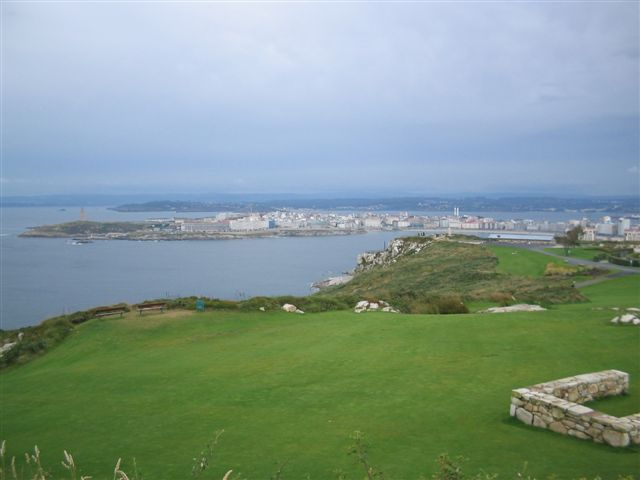
La Coruña vista desde lo alto del Monte de San Pedro.

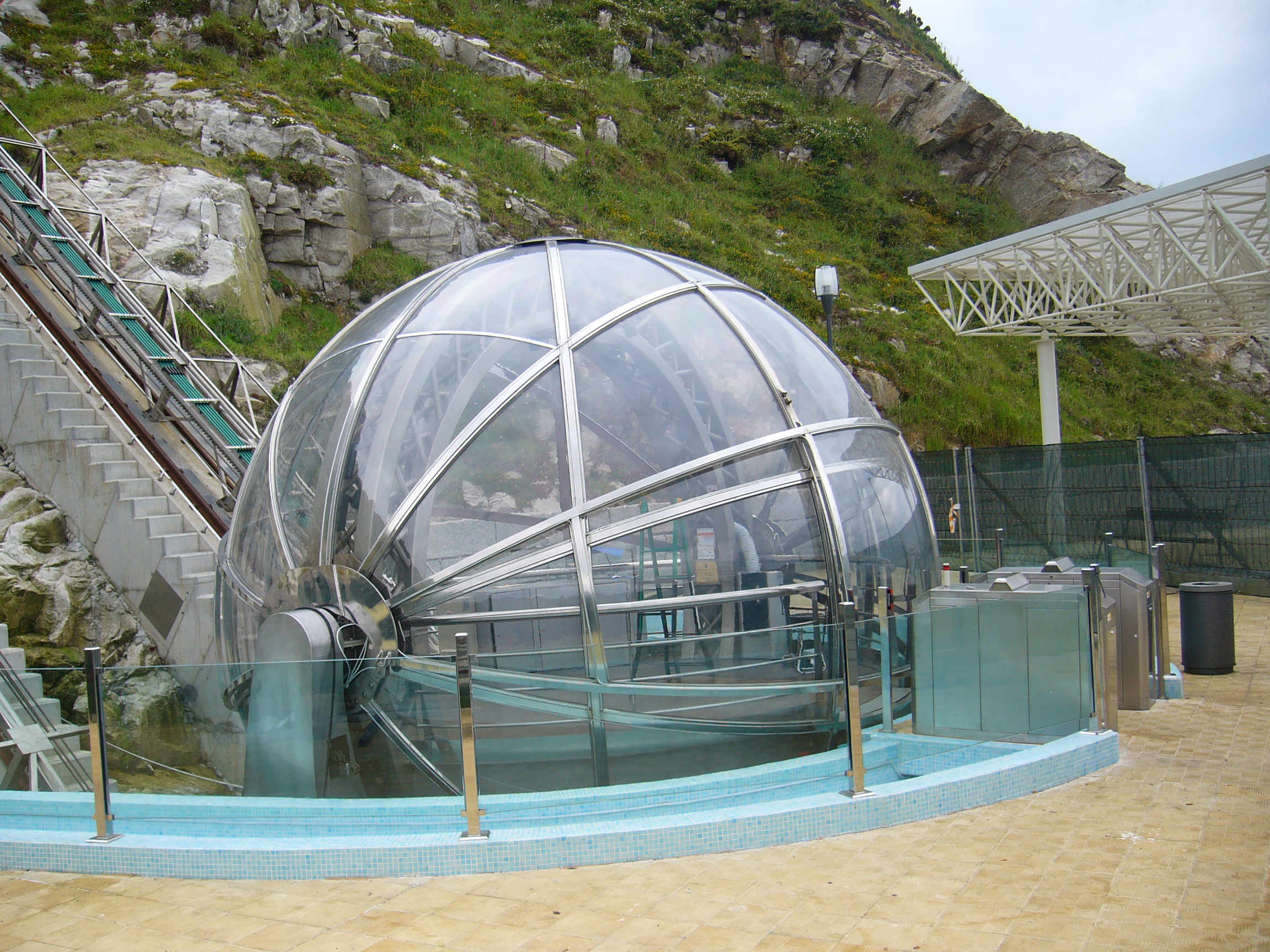
Para subir al Monte de San Pedro se puede utilizar este curioso ascensor.

La batería de cañones del Monte de San Pedro forma parte de una antigua instalación militar de defensa costera del Período de entreguerras, situada en lo alto del Monte de San Pedro en la ciudad gallega de La Coruña, en España. Después de muchos años de abandono, el Monte de San Pedro fue convertido en un parque y las instalaciones militares rehabilitadas como museo. Ahora el Monte de San Pedro es una zona para visitar y disfrutar contemplando el paisaje y las históricas instalaciones, de las que destacan los dos enormes cañones y los búnkeres.

## Historia
Las piezas Vickers que forman esta batería proceden de la Fábrica de Barrow-in-Furness, Inglaterra. Se adquirieron en el año 1929 y, tras su verificación y pruebas de tiro, fueron transportadas por mar hasta La Coruña. El traslado desde el puerto de la ciudad hasta el monte de San Pedro se realizó por medio de raíles desmontables. Su avance fue lento y complicado, sólo 200 metros al día, debido a las dimensiones de los cañones y a la fuerte pendiente de la zona. Tras un complejo montaje, tuvo lugar su bautizo de fuego el 19 de diciembre de 1933. Desde entonces, realizaron únicamente 19 disparos, el último de ellos el 24 de octubre de 1977.

## Características
Los dos cañones Vickers tienen un calibre (diámetro interior) de 381 mm (15 pulgadas) y su longitud es de más de 17 metros. Estos eran capaces de disparar proyectiles de una tonelada de peso con un alcance de 38 km. Se pueden ver réplicas de los proyectiles en el paseo del Parque de San Pedro, cada uno de ellos pesaba 885 kg. Su increíble alcance garantizaba la casi total protección de las rías y la costa de Ferrol y La Coruña.
Para calcular sus disparos, las instalaciones estaban dotadas de estaciones telemétricas, una mesa calculadora que obtenía los datos de tiro (antecesora de los ordenadores actuales) y una mesa trazadora en la que se representan las trayectorias del disparo y del objetivo.

## Función
La presencia de la batería de cañones del Monte de San Pedro nos ayuda a comprender la importancia de esta costa en la primera mitad del siglo XX, una época de conflictos bélicos a escala mundial.
Es durante la Segunda Guerra Mundial cuando estas instalaciones desempeñan el papel más importante. España, a pesar de su postura neutral, ofrecía apoyo a las Potencias del Eje. En esta situación, con la presencia de los cañones los submarinos y los barcos de la Kriegsmarine alemana podían refugiarse y aprovisionarse en el puerto de Ferrol o en el de La Coruña sin problema alguno, porque la flota aliada, consciente del alcance y potencia de esta batería, no perseguía en estas aguas a los barcos enemigos. 
La recuperación, por parte del Ayuntamiento de La Coruña, de los terrenos e instalaciones en los que se ubica
no sólo permite acceder a las mejores vistas de la ciudad y a un gran parque, sino que ello también significa retomar para los ciudadanos
una parte importante de su historia.